# Капленко Василь Федорович
Василь Федорович Капленко (1928, село Петрівка, тепер Павловського району Воронезької області, Російська Федерація — 22 січня 1983, місто Стебник Львівської області) — український радянський діяч, новатор виробництва, бригадир бригади прохідників Стебницького калійного комбінату Львівської області. Депутат Верховної Ради СРСР 6—8-го скликань (1962—1974).

## Біографія
Народився в бідній селянській родині. Освіта неповна середня: закінчив семирічну школу.
Трудову діяльність розпочав у 1943 році колгоспником колгоспу імені Кірова село Петрівки Павловського району Воронезької області.
З 1948 по 1951 рік — служба в Радянській армії.
З 1952 року — бурильник-підривник гірничого цеху, бригадир бригади прохідників Стебницького калійного комбінату Львівської області. Ударник комуністичної праці.
Член КПРС з 1955 року.
Потім — персональний пенсіонер союзного значення в місті Стебнику Львівської області.

## Нагороди
- орден Леніна (28.05.1966)
- орден Трудового Червоного Прапора (.02.1974)
- медаль «За трудову доблесть» (28.05.1960)
- медаль «За доблесну працю. В ознаменування 100-річчя з дня народження Володимира Ілліча Леніна» (1970)
- медалі
- знак «Шахтарська слава» ІІ ст.